# Maria Branyas Morera
Maria Branyas Morera (San Francisco, 4 maart 1907 – Olot, 19 augustus 2024) was een Amerikaans-Spaanse supereeuwelinge en van 17 januari 2023 tot haar overlijden op 19 augustus 2024 de oudste erkende levende mens ter wereld.

## Biografie
Branyas Morera werd geboren in 1907 in San Francisco uit een Catalaanse familie. Later verhuisde haar familie terug naar Spanje, naar de stad Banyoles.
In 1931 huwde ze met Joan Moret, met wie ze drie kinderen kreeg. Moret werkte als chirurg. Maria werkte aan zijn zijde als verpleegster. Haar man overleed in 1976.
Na de dood van Lucile Randon op 17 januari 2023 werd ze de oudste geverifieerde levende persoon ter wereld. Dit bleef ze tot 19 augustus 2024, de dag van haar eigen overlijden. Branyas Morera werd 117 jaar oud.